# Kick Sauber C44
O Kick Sauber C44 é um modelo de carro de Fórmula 1 projetado e construído pela Stake F1 Team Kick Sauber para competir no Campeonato Mundial de Fórmula 1 de 2024. O carro foi pilotado por Valtteri Bottas e Zhou Guanyu, ambos em seu terceiro e último ano na equipe, com Robert Shwartzman pilotando o bólido em treinos livres dos Grandes Prêmios dos Países Baixos e da Cidade do México.

## História
O modelo Kick Sauber C44 é o primeiro da Sauber desde o fim da parceria com a Alfa Romeo em 2023. O projeto do C44 foi iniciado com Jan Monchaux, mas ele foi substituído por James Key em agosto de 2023. O carro foi lançado em 5 de fevereiro de 2024.
A saída da Alfa Romeo como patrocinadora principal e a adoção da Stake e da Kick como patrocinadoras principais levaram a uma nova pintura predominantemente preta com detalhes em verde fluorescente. Os logotipos da Stake são substituídos pelos da Kick em países onde os patrocínios de jogos de azar são proibidos ou possuem restrições, como a Austrália e os Países Baixos.
Foi o primeiro carro de Fórmula 1 com o emblema Sauber desde o Sauber C37 em 2018. Embora apresentasse diferenças significativas de design em relação ao seu antecessor, o Alfa Romeo C43, e apesar de inúmeras atualizações introduzidas ao longo da temporada, o C44 apresentou desempenho e confiabilidade consistentemente ruins, e a Kick Sauber se consolidou como a pior equipe de 2024. Sem pontuar durante a maior parte da temporada, Zhou marcou os primeiros pontos da equipe ao ficar em oitavo no Grande Prêmio do Catar, que acabou sendo a melhor posição final da equipe na temporada. Com isso, a Sauber ficou em décimo e último lugar no Mundial de Construtores.

## Links externos
- Sítio oficial